# 梁扶初
梁扶初（1891年—1968年12月26日），原名梁澄樹，廣東省香山县人。
梁扶初因為幼年時隨父親旅居日本橫濱市，因而接觸到棒球，1905年更與一群華人青少年組成中華少年棒球隊，進一步的打起棒球比賽，並在逐漸增強實力後，打出很不錯的成績。
1923年9月1日，關東大地震發生，與梁扶初同一球隊的胞弟梁澄根、梁澄椿、梁澄林和其子梁友添皆在地震中身亡。
1932年，梁扶初返回中國，擔任棒球教練的工作。1939年進一步組成了中國棒球史上著名的「熊貓隊」。
1949年5月，梁扶初出版中國棒球史上第一本棒球專業著作─《棒球指南》。1953年，任青岛海军教练。1954年任西南军区棒球教练。1955年起任上海棒球队教练。
1968年，梁扶初在睡夢中病逝，其子梁友聲、梁友德、梁友文與梁友義繼承其衣缽，繼續在中國推廣棒球運動。
梁扶初因其畢生對中國棒球的貢獻與影響，被尊稱為「中國棒球之父」。